# 橋田賞
橋田賞（はしだしょう）は、橋田壽賀子が理事を務めた「橋田文化財団」により1993年に創設された賞。

## 概要
本賞の主催元である橋田文化財団は、1992年（平成4年）8月18日に文化庁の許可を受けて設立された財団であり、2012年（平成24年）4月1日に内閣府の許可を受けて一般財団法人に移行した。財団設立の目的は日本人の心や気持ち、生活の人間関係を温かく描き出し、感動を与える創作活動や優れた執筆活動を支援し、放送界に貢献しうる有望な新人を発掘することなどにより、放送創作活動を振興して我が国の文化の発展に寄与することである。
橋田文化財団では、放送文化に関する創作活動を奨励するために様々な活動を行っている。その中でも、人という存在を大切にして、丁寧に作られたテレビ番組などにスポットを当てて、視聴者の心に響いて記憶に残るような良質な番組を少しでも多く制作し、放送してほしいという思いと、高い志を持つ放送人に次々と育ってほしいという願い、そして何より、放送文化を支えている人たちにエールを送るという気持ちを込めてこの賞を贈り、顕彰している。

## 選考基準
日本人の心や人の触れ合いを取り上げ、放送文化に大きく貢献した番組や人物に贈られる。また、別に新人脚本賞を毎年実施しており、作品は一般から公募される。

## 授賞式
毎年5月上旬に東京都内で授賞式が行われる。主催元の橋田文化財団による厳正な選考により選ばれた受賞番組のスタッフや、受賞個人が招待される。主に以下のような賞が用意されており、式上で顕彰される。
- 橋田賞※以下本賞（番組・個人）
- 新人賞（個人のみ）
- 特別賞（個人のみ）
- 野村昭子賞（個人のみ）

本賞を受賞した番組には、そのテレビ局もしくは制作会社に対して賞状と記念品として置時計が贈られる。さらに、毎年ではないが、その年の本賞受賞番組の中で主催元が特に優秀であると認めた番組には大賞が贈られるほか、番組に対しての特別表彰が行われることもある。また、本賞・新人賞・特別賞・野村昭子賞を受賞した個人には賞状と記念品として置時計、さらに副賞として100万円が贈られる。
上記のほか、新人脚本賞の受賞者への表彰も行われる。

## 受賞者一覧
| No. | 年   | 橋田賞 | 新人賞                   | 新人脚本賞 | 特別賞                                                      |
| --- | ---- | --- | ------------------------ | --- | ----------------------------------------------------------- |
| 1   | 1993 | 内館牧子 井上頌一 杉田成道 安田成美 | -                        | - | 杉村春子                                                    |
| 1   | 1993 | 【大賞】東芝日曜劇場（TBSテレビ） 小さな旅（NHK） |                          | |                                                             |
| 2   | 1994 | 竹山洋 山岡久乃 藤岡琢也 | -                        | - | 山川静夫                                                    |
| 2   | 1994 | 清左衛門残日録（NHK） |                          | |                                                             |
| 3   | 1995 | 黒柳徹子 浜木綿子 小林桂樹 国谷裕子 鴨下信一 | -                        | ※新人脚本賞は平成6年度より創設。 梶田祐子「ファイト」（佳作） 畑山直徳「手紙の音」（佳作）                         | -                                                           |
| 3   | 1995 | 中学生日記（NHK） 花王愛の劇場（TBSテレビ） 世界の車窓から（テレビ朝日） |                          | |                                                             |
| 4   | 1996 | - | 上川隆也                 | - | -                                                           |
| 4   | 1996 | 【大賞】大地の子（NHK） |                          | |                                                             |
| 5   | 1997 | 大石静 | 中居正広 常盤貴子        | - | -                                                           |
| 5   | 1997 | 世界ウルルン滞在記（毎日放送） おかあさんといっしょ（NHK） 藏（NHK） クイズ日本人の質問スタッフ（NHK） |                          | |                                                             |
| 6   | 1998 | 清水有生 竹下景子 井下靖央 高橋善之 | 野村萬斎 一路真輝        | - | 森光子                                                      |
| 6   | 1998 | コメディーお江戸でござる（NHK） 24時間テレビ 「愛は地球を救う」（日本テレビ） |                          | |                                                             |
| 7   | 1999 | 金子成人 井上由美子 池内淳子 篠原榮太 | 松嶋菜々子               | - | 赤木春恵                                                    |
| 7   | 1999 | アイデア対決・ロボットコンテスト（NHK） はなまるマーケット（TBSテレビ） 君の手がささやいている 第2章（テレビ朝日）                                                                                        |                          | |                                                             |
| 8   | 2000 | いかりや長介 北川悦吏子 吉永春子 | 江角マキコ               | 江原志津「とことん行こうぜ!」（入選）                                                                              | 松村達雄                                                    |
| 8   | 2000 | はじめてのおつかい（日本テレビ） はぐれ刑事純情派（テレビ朝日） 開運!なんでも鑑定団（テレビ東京） NHKスペシャル「トルシエと若きイレブン」（NHK）                                                          |                          | |                                                             |
| 9   | 2001 | 西田敏行 | 香取慎吾 竹内結子        | - | 香川京子                                                    |
| 9   | 2001 | 【大賞】百年の物語（TBSテレビ） プロジェクトX〜挑戦者たち〜（NHK） 伊東家の食卓（日本テレビ） |                          | |                                                             |
| 10  | 2002 | 岡田惠和 松たか子 | 池脇千鶴                 | - | 渡哲也                                                      |
| 10  | 2002 | 張込み（テレビ朝日） 壬生義士伝〜新撰組でいちばん強かった男（テレビ東京） NHKスペシャル「日本人はるかな旅」（NHK） 日立 世界・ふしぎ発見!（TBSテレビ） 明るいほうへ 明るいほうへ美術スタッフ（TBSテレビ） |                          | |                                                             |
| 10  | 2002 | 【10周年記念特別顕彰】 連続テレビ小説（NHK） 水戸黄門（TBSテレビ） 北の国から（フジテレビ） |                          | |                                                             |
| 11  | 2003 | 田渕久美子 唐沢寿明 | 上戸彩 柴咲コウ          | 清水昭「傾聴のアザラシ」（佳作） 山田英樹「はつ蛍」（佳作）                                                        | 田中邦衛                                                    |
| 11  | 2003 | 課外授業 ようこそ先輩（NHK） 鶴瓶の家族に乾杯（NHK） 人生の楽園（テレビ朝日） |                          | |                                                             |
| 12  | 2004 | 龍居由佳里 福澤克雄 竹野内豊 宮沢りえ | 小雪 妻夫木聡            | - | 杉浦直樹                                                    |
| 12  | 2004 | 盲導犬クイールの一生（NHK） 週刊こどもニュース（NHK） Dr.コトー診療所（フジテレビ） |                          | |                                                             |
| 13  | 2005 | 橋部敦子 草彅剛 和久井映見 | えなりかずき             | 吉野洋「冬の花火」（入選） 景山貴之「14才のジゼル」（入選）                                                        | 筑紫哲也                                                    |
| 13  | 2005 | 【大賞】弟（テレビ朝日） ジイジ〜孫といた夏〜（NHK） 秘境シルクロード 「熟年ラクダ隊タクラマカン砂漠を行く」（NHK） 世界遺産（TBSテレビ）                                                                 |                          | |                                                             |
| 14  | 2006 | 遊川和彦 泉ピン子 村田雄浩 米倉涼子 仲間由紀恵 滝沢秀明 | -                        | 福川真弥「天華の祈り」（入選） 伊達佳恵「エビフライの町で」（入選）                                                | 宮川一郎                                                    |
| 14  | 2006 | 火垂るの墓（日本テレビ） 熟年離婚（テレビ朝日） その時歴史が動いた 「歴史の選択 赤穂浪士 討ち入り組 VS 討ち入り不参加組」（NHK）                                                                          |                          | |                                                             |
| 15  | 2007 | 矢郷進 吉田紀子 浅野妙子 野際陽子 坂東三津五郎 宮崎あおい 二宮和也 | 志田未来                 | 黒石智美「どん底」（佳作）                                                                                         | 宇津井健 小泉清子                                           |
| 15  | 2007 | 【企画賞】ためしてガッテン（NHK） にっぽんの現場 「おばあちゃんの葉っぱビジネス」（NHK） 情熱大陸（毎日放送） 毎日モーツァルト（NHK衛星第2テレビジョン、NHKデジタル衛星ハイビジョン）                     |                          | |                                                             |
| 16  | 2008 | 水谷豊 寺脇康文 関口知宏 石橋冠 中井貴一 君塚良一 小松江里子 草笛光子 | 井上真央 小栗旬          | 石田晶子「オニオンな」（佳作） 橋本理華「冬の虹」（佳作）                                                          | 山田太一                                                    |
| 16  | 2008 | ハケンの品格（日本テレビ） |                          | |                                                             |
| 17  | 2009 | 角野卓造 松坂慶子 堺雅人 高畑淳子 篠崎絵里子 | 瑛太 上野樹里 黒木メイサ | 小鳥遊まり「てのひらに綴る愛」 （入選） 坂本紀男「季節はずれの恋」（佳作） 山田浩司「元女房、揃い踏み」（佳作）    | 藤田太寅                                                    |
| 17  | 2009 | 篤姫（NHK） 風のガーデン（フジテレビ） Around40〜注文の多いオンナたち〜（TBSテレビ） ガイアの夜明け（テレビ東京）                                                                                         |                          | |                                                             |
| 18  | 2010 | 大沢たかお 香川照之 天海祐希 石坂浩二 | 綾瀬はるか               | 石岡志動「ハルノヤ!」（佳作）                                                                                      | 若尾文子                                                    |
| 18  | 2010 | JIN −仁−（TBSテレビ） ちい散歩（テレビ朝日） ダーウィンが来た!（NHK） |                          | |                                                             |
| 19  | 2011 | 福山雅治 坂元裕二 | 松下奈緒 向井理          | 堀脇れいく「パルクール」（佳作）                                                                                   | 野村昭子                                                    |
| 19  | 2011 | 【大賞】99年の愛〜JAPANESE AMERICANS〜（TBSテレビ） 証言記録 兵士たちの戦争（NHK） |                          | |                                                             |
| 20  | 2012 | 福田靖 黒土三男 渡瀬恒彦 水谷豊 阿部寛 | 長谷川博己 満島ひかり    | 後藤健之「夏の旅人」（佳作）                                                                                       | 市原悦子                                                    |
| 20  | 2012 | マルモのおきて（フジテレビ） |                          | |                                                             |
| 20  | 2012 | 【20周年記念特別顕彰】 『報道の日2011』記憶と記録そして願い（TBSテレビ） NHKスペシャル「シリーズ巨大津波」作成チーム                                                                                      |                          | |                                                             |
| 21  | 2013 | 中園ミホ 尾崎将也 小林稔侍 米倉涼子 | 尾野真千子 松坂桃李      | 高橋美帆「熊さんとナベヅル」（佳作） 土屋裕子「友情と落城」（佳作）                                                | 北大路欣也                                                  |
| 21  | 2013 | 金子みすゞ物語〜みんなちがってみんないい〜（TBSテレビ） NNNドキュメント「魂が眠っている 遺された赤紙」（日本テレビ）                                                                                      |                          | |                                                             |
| 22  | 2014 | 森下佳子 岸井成格 | 綾野剛 能年玲奈          | 有信由美子「消えた卒業証書」（佳作） 板垣宗男「サラブレッドの瞳」（佳作）                                          | 伊東四朗                                                    |
| 22  | 2014 | オリンピックの身代金（テレビ朝日） 連続テレビ小説「あまちゃん」（NHK） ETV特集「戦場で書く〜作家 火野葦平の戦争〜」（NHK） キッチンが走る!（NHK）                                                         |                          | |                                                             |
| 23  | 2015 | 輿水泰弘 岸部一徳 沢口靖子 | 杏                       | 秋嶋雅「ミス・リサーチ」（佳作） 八田明子「屋上観覧車」（佳作）                                                    | 関口宏                                                      |
| 23  | 2015 | ドクターX〜外科医・大門未知子〜（テレビ朝日） おやじの背中（TBS） 連続テレビ小説「花子とアン」（NHK） 山田太一ドラマスペシャル「時は立ちどまらない」（テレビ朝日）                                        |                          | |                                                             |
| 24  | 2016 | 佐藤健 鈴木亮平 岸本加世子 大森美香 古沢良太 | 吉田羊                   | 堀脇れいく「ガラパゴスの朝」（佳作） 塚橋一道「東京の嫁」（佳作） 木庭純理「夏越し」（佳作）                       | 三田佳子                                                    |
| 24  | 2016 | TBSテレビ60周年特別企画「天皇の料理番」（TBS） 連続テレビ小説「あさが来た」（NHK） |                          | |                                                             |
| 25  | 2017 | 船越英一郎 新垣結衣 | 高畑充希                 | 開真理「夏の通り雨」(入選） 花田麻衣子「今日はごみの日」（佳作）                                                   | 中村吉右衛門 吉永春子                                       |
| 25  | 2017 | 土曜ドラマ「夏目漱石の妻」（NHK） ふつうが一番〜作家・藤沢周平 父の一言〜（TBS） 人生フルーツ（東海テレビ） NHKこども幼児番組（NHK）                                                                      |                          | |                                                             |
| 26  | 2018 | 岡田惠和 松たか子 阿川佐和子 桂文珍 | 有村架純 竹内涼真        | - | 石坂浩二 大杉漣                                             |
| 26  | 2018 | NHKスペシャル「戦慄の記憶 インパール」（NHK） コウノドリ（TBS） |                          | |                                                             |
| 27  | 2019 | 山田洋次 松坂慶子 内藤剛志 大泉洋 宮崎あおい 岡田将生 菅田将暉 安住紳一郎 | 永野芽郁                 | いとう菜のは「蜘蛛の糸」（入選） 三谷武史「52歳のエレジー」（佳作）                                                | -                                                           |
| 27  | 2019 | - |                          | |                                                             |
| 28  | 2020 | 山本むつみ 松重豊 岡田准一 橋爪功 | 田中圭 広瀬すず          | 小泉理恵子「カブト虫」（佳作）                                                                                     | -                                                           |
| 28  | 2020 | 連続テレビ小説「なつぞら」（NHK） ブラタモリ（NHK） サザエさん（フジテレビ） |                          | |                                                             |
| 29  | 2021 | 池端俊策 長谷川博己 二階堂ふみ 松原耕二 | 賀来賢人 上白石萌音      | 藤田知多佳「ハゼと私とホタテと」（佳作） 山脇さやか「スミレの道標」（佳作）                                        | 坂本冬美                                                    |
| 29  | 2021 | 連続テレビ小説「エール」（NHK） 新春ドラマ特別企画「あしたの家族」（TBS） ポツンと一軒家（朝日放送テレビ）                                                                                                |                          | |                                                             |
| 30  | 2022 | 東山紀之 中田喜子 仲野太賀 井上貴博 橋本裕志 | 杉咲花 吉沢亮            | | -                                                           |
| 30  | 2022 | 阿佐ヶ谷姉妹の のほほんふたり暮らし（NHK） 日本沈没-希望のひと-（TBS） |                          | |                                                             |
| 31  | 2023 | 小池栄子 長澤まさみ | 目黒蓮 伊藤沙莉 生方美久 | 長島清美「ビリーヴ」（佳作）                                                                                       | 特別賞 草笛光子 加山雄三 野村昭子賞 いまむらいづみ          |
| 31  | 2023 | silent（フジテレビ） プレバト!!（毎日放送） |                          | |                                                             |
| 32  | 2024 | 相葉雅紀 神木隆之介 バカリズム 北川景子 大下容子 | 浜辺美波 趣里            | 安達あづさ「嘘つきリーさん」（佳作） 平木健典「あなたに花が咲くように」（佳作） 三谷武史「ニンベンに憂う」（佳作） | 特別賞 井上順 野村昭子賞 大方斐紗子                         |
| 32  | 2024 | ブラッシュアップライフ（日本テレビ） ひとりぼっち -人と人をつなぐ愛の物語-（TBS） 連続テレビ小説「らんまん」（NHK）                                                                                       |                          | |                                                             |
| 33  | 2025 | 阿部サダヲ 伊藤沙莉 宮藤官九郎 池上彰 | 河合優実 奈緒 松本若菜   | 松山富江「シニアの居場所」（佳作） 今泉紗弥「遠くから来た客」（佳作）                                              | 特別賞 連続テレビ小説（NHK） 石井ふく子 野村昭子賞 草村礼子 |
| 33  | 2025 | 連続テレビ小説「虎に翼」（NHK） カンブリア宮殿（テレビ東京） |                          | |                                                             |